# 趙渾
趙渾（1460年—？），字伯全，福建漳州府漳浦縣人，民籍，明朝政治人物。

## 生平
福建鄉試第七十七名舉人。成化十七年（1481年）中式辛丑科會試第一百七十一名，二甲第七十二名進士。

## 家族
曾祖趙克定；祖父趙寬；父趙超，訓導。母何氏；繼母劉氏。重庆下。